# 維堡—約恩蘇鐵路

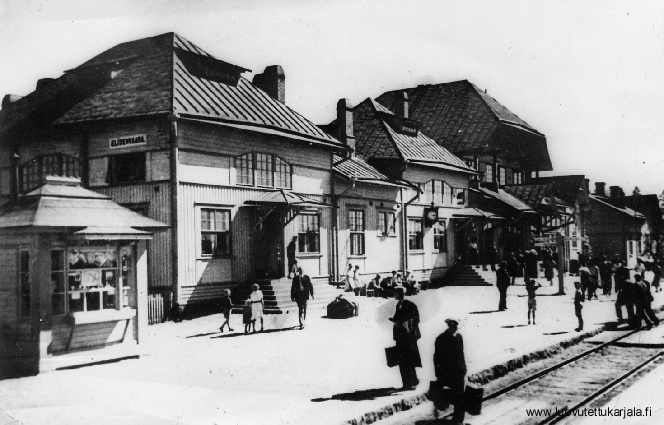
1944年被炸毀的埃利森瓦拉車站

維堡－約恩蘇鐵路（俄语：Железная дорога Выборг — Йоэнсуу），舊稱卡累利阿鐵路（俄语：Карельская железная дорога），是連接芬蘭約恩蘇和俄羅斯列寧格勒州維堡的鐵路線，連接卡累利阿地峽、拉多加卡累利阿和北卡累利阿地區，全長311公里。
芬蘭大公國議會在1888年決定修建鐵路。1890年開工。1892年維堡（當時屬芬蘭）至卡緬諾戈爾斯克完工。1893年修至索爾塔瓦拉，1894年全線完工。冬季戰爭及持續戰爭後，大部份路段歸蘇聯所有，只有71公里、約恩蘇至韋爾齊萊的路段仍屬芬蘭。
1950年代芬蘭修建了伊馬特拉至塞凱涅米的鐵路。